# Peter Warren
Peter Warren (Warrenstown, 10 marzo 1703 – Dublino, 29 luglio 1752) è stato un ammiraglio e politico irlandese.
Comandò le forze navali all'assalto della fortezza francese di Louisbourg, in Nuova Scozia, nel 1745. Successivamente fu anche membro del parlamento inglese per la circoscrizione di Westminster.

## Biografia
Peter era il figlio minore di Michael Warren e di sua moglie Catherine Plunkett, nata Alymer (sua madre era la prima moglie di sir Nicholas Plunkett). Un fratello di sua madre era Matthew Aylmer, I barone Aylmer (m. 1720), ammiraglio e comandante in capo, che aveva fatto il proprio ingresso in marina sotto la protezione del Duca di Buckingham, come tenente, nel 1678.
Warren venne assegnato come marinaio ordinario a Dublino nel 1716 quando aveva appena 13 anni. Egli rapidamente scalò i ranghi divenendo capitano nel 1727. La sua nave ebbe il compito di controllare le acque coloniali americane e di provvedere alla loro protezione dalle forze francesi. Venne coinvolto in una serie di speculazioni coloniali terriere. Nel 1731 sposò Susannah Delancey (1707–1771), il cui fratello James era capo di giustizia e vice governatore della Provincia di New York.
I possedimenti dei Warren nel nuovo mondo ammontavano a diversi acri a sud del fiume Mohawk presso Schenectady. Nel 1738 egli chiamò suo nipote William Johnson ad amministrare per lui queste terre, mentre la carriera di Warren sul mare continuava. Nel 1741, Warren fece costruire Warren House, una tenuta sul fiume Hudson circondata da 120 ettari di terreno presso Greenwich Village. Nel 1744, egli venne nominato commodoro e comandò uno squadrone di 16 navi presso le Isole Leeward, catturando 24 navi in quattro mesi. Nel 1745, Warren comandò un gruppo di navi che appoggiavano le forze del Massachusetts nella presa di Louisbourg. Da questa impresa, Warren ricavò una notevole fortuna personale e la promozione a Rear Admiral of the Blue, e il cavalierato.
Peter e Susannah ebbero sei figli, ma due morirono nel 1744 di morbillo a New York. Nel 1747 decise di trasferirsi, con la moglie e le quattro figlie sopravvissute, in Inghilterra. Egli fu secondo in comando nella flotta britannica a bordo della HMS Devonshire durante la Battaglia di Capo Finisterre. La sua condotta nella battaglia, gli fruttò la promozione a Vice-Admiral of the Red, e una ricompensa in denaro. Durante una visita in Irlanda nel 1752, egli morì improvvisamente a Dublino "di una violenta febbre".